# CCMP (criptografia)

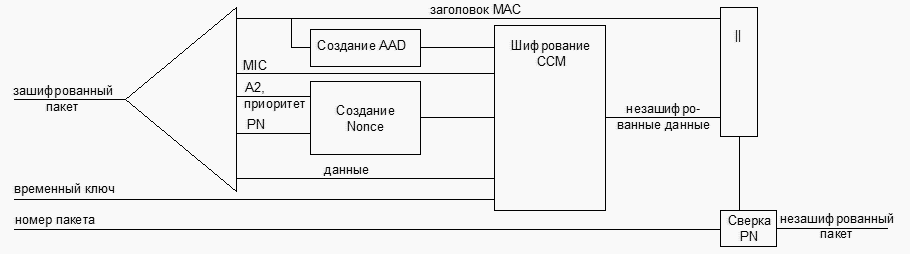
Esquema de desxifrat CCMP

El protocol de codi d'autenticació de missatges en cadena de blocs de xifratge de mode comptador (Protocol CBC-MAC de mode comptador) o Protocol de mode CCM (CCMP) és un protocol de xifratge dissenyat per a productes de LAN sense fil que implementa els estàndards de l'esmena IEEE 802.11i a l'estàndard IEEE 802.11 original. CCMP és un mecanisme d'encapsulació criptogràfic de dades millorat dissenyat per a la confidencialitat de les dades i basat en el mode de comptador amb CBC-MAC (mode CCM) de l'estàndard AES (Advanced Encryption Standard). Va ser creat per abordar les vulnerabilitats presentades per Wired Equivalent Privacy (WEP), un protocol antic i insegur.

## Detalls tècincs
CCMP utilitza CCM que combina el mode CTR per a la confidencialitat de les dades i el codi d'autenticació de missatges en cadena de blocs de xifrat (CBC-MAC) per a l'autenticació i la integritat. CCM protegeix la integritat tant del camp de dades MPDU com de les parts seleccionades de la capçalera MPDU IEEE 802.11. CCMP es basa en el processament AES i utilitza una clau de 128 bits i una mida de bloc de 128 bits. CCMP utilitza CCM amb els dos paràmetres següents:
- M = 8; indicant que el MIC és de 8 octets (vuit bytes).
- L = 2; indicant que el camp Longitud és de 2 octets.

Una unitat de dades del protocol de control d'accés mitjà (MPDU) CCMP consta de cinc seccions. El primer és la capçalera MAC que conté l'adreça de destinació i font del paquet de dades. La segona és la capçalera CCMP que es compon de 8 octets i consta del número de paquet (PN), l'ext IV i l'ID de la clau. El número de paquet és un nombre de 48 bits emmagatzemat en 6 octets. Els codis PN són els dos primers i els quatre últims octets de la capçalera CCMP i s'incrementen per a cada paquet posterior. Entre els codis PN hi ha un octet reservat i un octet d'ID de clau. L'octet d'ID de clau conté l'ext IV (bit 5), ID de clau (bits 6–7) i un subcamp reservat (bits 0–4). CCMP utilitza aquests valors per xifrar la unitat de dades i el MIC. La tercera secció és la unitat de dades que són les dades que s'envien al paquet. El quart és el codi d'integritat del missatge (MIC) que protegeix la integritat i l'autenticitat del paquet. Finalment, el cinquè és la seqüència de verificació de trames (FCS) que s'utilitza per a la detecció i correcció d'errors. D'aquestes seccions només la unitat de dades i el MIC estan xifrats.

## Seguretat
CCMP és el protocol de xifratge estàndard per utilitzar-lo amb l'estàndard Wi-Fi Protected Access II (WPA2) i és molt més segur que el protocol de privadesa equivalent per cable (WEP) i el protocol d'integritat de clau temporal (TKIP) de Wi-Fi Protected Access (WPA). CCMP ofereix els següents serveis de seguretat:
- confidencialitat de les dades; assegura que només les persones autoritzades puguin accedir a la informació
- autenticació; proporciona una prova de la autenticitat de l'usuari Control d'accés juntament amb la gestió de capes

Com que CCMP és un mode de xifratge de blocs que utilitza una clau de 128 bits, és segur contra atacs als 264 passos d'operació. Existeixen atacs genèrics de trobada al mig i es poden utilitzar per limitar la força teòrica de la clau a les operacions necessàries de 2n/2 (on n és el nombre de bits de la clau).